# Т-34/100 (Чехословакия)
T-34/100 — чехословацкий проект оснащения Т-34-85 100-мм пушкой kanуn vz. 44 S (лицензионная советская пушка Д-10Т), позже AK 1 (эту-же пушку планировалось устанавливать на TVP), разрабатываемый в 1953—1954 гг., существовало два варианта модернизации башни для установки в неё 100-мм пушку. Прототип построен не был, проект остался на бумаге.

## История создания
В 1951 году Чехословакия получила лицензию на производство советского среднего танка Т-34-85. Уже 1 сентября того же года был собран первый опытный образец. В течение 1951 года было построено 25 машин. Из-за довольно большого количество проблем, связанных с производством танка, полноценное серийное производство началось лишь в феврале 1952 года.
Спустя год, в 1953 году в Чехословакии было организованно серийное производство САУ SD-100 (Чехословацкой версии СУ-100). Она имела довольно мощное 100-мм орудие kanуn vz. 44 S (Д-10Т), бронепробиваемость которого сильно превосходила бронепробиваемость орудия Т-34-85. Так и родилась идея оснастить Т-34-85, производимый в Чехословакии, 100-мм орудием kanуn vz. 44 S.
Разработка танка началась в 1953 году и велась на предприятии Konštrukta Trenčín (Тренчин, Словакия), затем разработкой также занялся Военно-технический институт (VTU). Оба варианта были представлены уже 6 апреля 1954 года, но к тому моменту интерес к танку упал, пушку военные требовали уже не 100 mm kanуn vz. 44 S, а 100 mm AK 1 с механизмом заряжания и стабилизатором вертикальной наводки. Также в этом году Чехословакия получила лицензию на производство Т-54, и T-34/100 уже оказался не нужным. Всё это привело к тому, что 30 июня того же года проект окончательно закрыли.